# All There Is
All There Is is een nummer van de Amerikaanse punkrockband Bad Religion. Het is het vijfde nummer van het dertiende album van de band: The Empire Strikes First. Het nummer duurt net iets korter dan drie minuten. Net als van diverse andere nummers van het album is de tekst afkomstig van gitarist Brett Gurewitz.

## Albums
Naast het oorspronkelijke album The Empire Strikes First is het nummer ook te beluisteren als tweede track op de live-dvd Live at the Palladium.

## Samenstelling
- Greg Graffin - Zanger
- Brett Gurewitz - Gitaar
- Brian Baker - Gitaar
- Greg Hetson - Gitaar
- Jay Bentley - Basgitaar
- Brooks Wackerman - Drums